# 坪东街道
坪东街道，是中华人民共和国贵州省黔西南布依族苗族自治州兴义市下辖的一个乡镇级行政单位。

## 行政区划
坪东街道下辖以下地区：
坪东社区、幸福社区、新联社区、洒金村、坝美村和锅底河村。